# Maria Czachowska-Tryjarska
Maria Antonina Czachowska-Tryjarska, ps. „Żmija”, „975” (ur. 7 sierpnia 1882 w Starostwie, zm. 27 czerwca 1945 w Warszawie) – polska działaczka społeczna i polityczna, wiceprzewodnicząca Narodowej Organizacji Kobiet, uczestniczka powstania warszawskiego.  

## Życiorys
Ukończyła pensję Jadwigi Sikorskiej. Odbyła wyższe studia handlowe za granicą. Ukończyła także Szkołę Sztuk Pięknych w Warszawie. 19 lipca 1913 założyła wraz ze wspólniczką firmę „Przemysł Artystyczny”
Podczas wojny polsko-bolszewickiej była współzałożycielką filii Szpitala Mokotowskiego w Gmachu Politechniki Warszawskiej, która liczyła 300 łóżek.
Była członkinią Caritasu w archidiecezji warszawskiej. W jej mieszkaniu odbywały się spotkania Kół Wiedzy Religijnej Iuventus Christiana. W 1931 została wybrana przewodniczącą Komitetu Stowarzyszeń Kobiecych dla Zbiórki Odzieży. Była członkinią Rady Naczelnej i wiceprzewodniczącą Wydziału Wykonawczego Narodowej Organizacji Kobiet. Pełniła także funkcję prezesa warszawskiego oddziału NOK. Należała do Stronnictwa Narodowego. W grudniu 1938 kandydowała do Rady Miejskiej Warszawy z listy nr 6 (Obóz Narodowy) w okręgu wyborczym nr IV. W tym samym roku zeznawała w procesie politycznym prezesa Stronnictwa Narodowego Kazimierza Józefa Kowalskiego, który został oskarżony o wzywanie do bojkotu wyborów. W 1939 była wiceprzewodniczącą sekcji NOK, która zajmowała się wspomaganiem szpitali i żołnierzy walczących w hiszpańskiej wojnie domowej po stronie gen. Francisco Franco.
Pod jej kierownictwem działalność konspiracyjną wznowiła Narodowa Organizacja Kobiet. W czasie okupacji była kierowniczką Wydziału Kobiecego w Zarządzie Okręgu Stołecznego i członkinią Wydziału Kobiecego w Zarządzie Głównym Stronnictwa Narodowego. Od 1944 była ponadto kierowniczką Wydziału Społecznego Zarządu Okręgu SN. Posiadała stopień chorągwianej. Podczas powstania warszawskiego prowadziła punkt łącznikowy batalionu AK-NOW „Harnaś” przy ul. Zgoda. Walczyła także jako strzelec w kompanii „Grażyna” Zgrupowania „Harnaś”. Po upadku powstania wyszła z Warszawy wraz z ludnością cywilną.
Została aresztowana przez UB 21 marca 1945, wraz z grupą czołowych działaczy narodowych m.in. Mieczysławem Jakubowskim, Józefem Hajdukiewiczem i Tadeuszem Prusem-Macińskim. Zwolniona w maju tego roku. Zmarła w szpitalu na warszawskiej Pradze 27 czerwca 1945 wskutek obrażeń doznanych podczas przesłuchania. Została pochowana na cmentarzu Powązkowskim w Warszawie (kwatera 34-1-23, 24).

## Rodzina
Była córką Walerego Feliksa Czachowskiego, powstańca styczniowego, i Marii Radzisławy z Żochowskich. Jej stryjecznym dziadkiem był Dionizy Czachowski, naczelnik województwa sandomierskiego w powstaniu styczniowym. Wujem był zaś Bronisław Żochowski, architekt. 26 maja 1917 w kościele św. Krzyża w Warszawie wyszła za mąż za Eugeniusza Antoniego Tryjarskiego, lekarza laryngologa.